# ハイフォン港

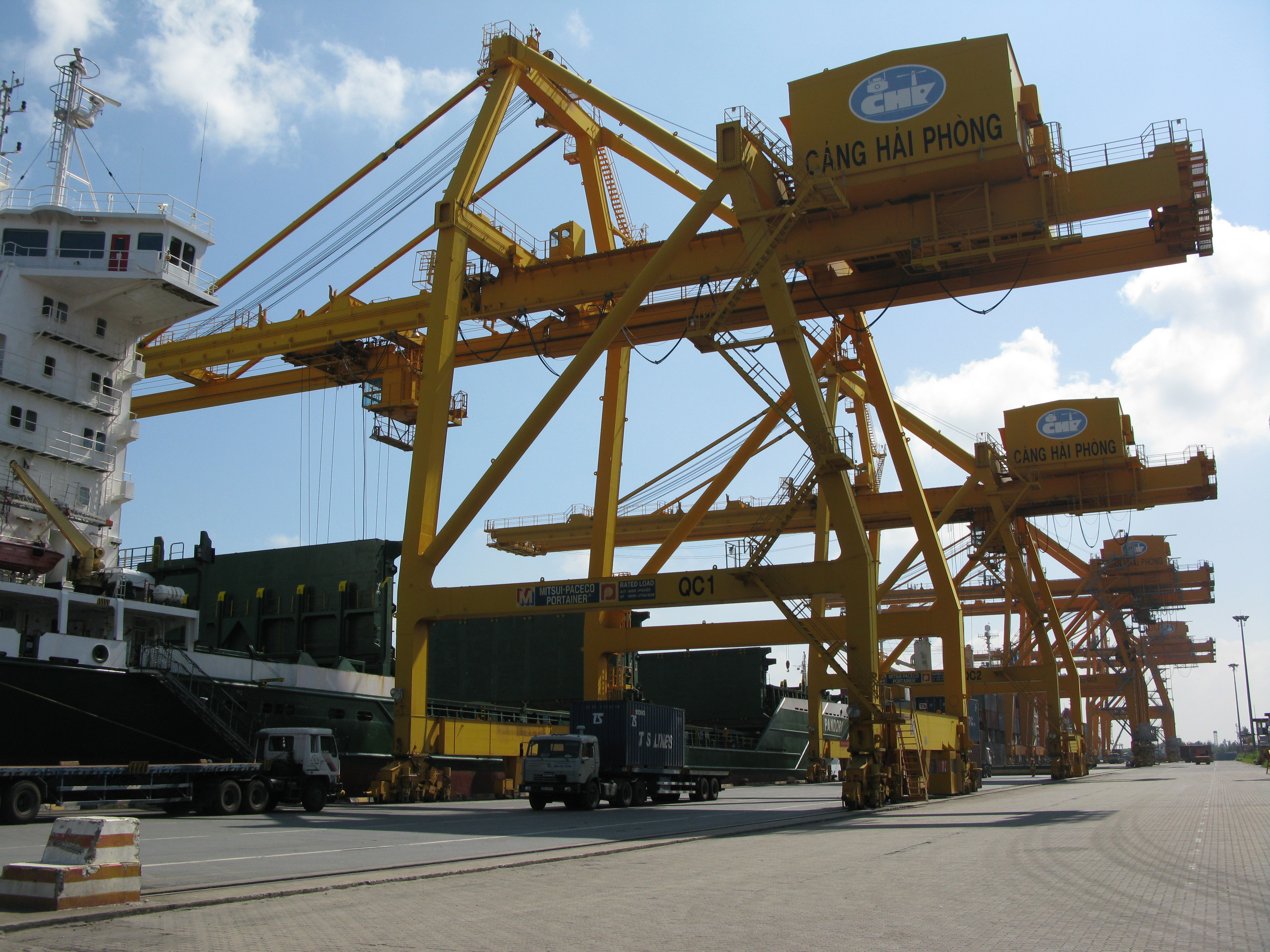
ハイフォン港のターミナルの一つ、チュアベ（Chùa Vẽ）コンテナターミナル

ハイフォン港（ベトナム語：Cảng Hải Phòng / 港海防）はベトナム北部ハイフォンの主要な河川港である。海上コンテナ・在来船が入港し、南部サイゴン港に次ぎベトナム第2の規模の貨物取扱量である。ハイフォン港株式会社（Hai Phong Port Joint Stock Company）によって管理・運営されている。
紅河（ソンコイ河）河口を遡った紅河本支流沿いに、一般雑貨、石油・LPG、コンテナ貨物などのターミナルが多数設けられている。多くは河川を20-40km程度遡航した位置にあり、アクセス水路の水深等の制約を受けるものの、日本のODAによる埠頭開発も寄与して10,000-30,000DWT程度までの船舶が入港可能で、ベトナム北部における最大の外貿拠点港となっている。
ディンブー工業団地が隣接し、造船業の集積している地域でもある。国営ベトナム造船公社（Vinashin）傘下のベンケン（Bến Kiền / 𤅶乾）造船所やバクダン（Bạch Đằng / 白藤）造船所など、ベトナムの主要造船所が立地している。
喫水が浅い地形条件から、アクセス水路の制約の少ない地域へのターミナルの整備が進められつつある。同じハイフォン東部では、外洋（トンキン湾）に直接面し、ハイフォン港の2倍に当たる水深14mの大深度国際港であるラックフェン港が2018年5月に開港した。

## 歴史
1876年、ハノイから約100kmの位置に開港し、ハノイとハイフォンを結ぶロンビエン橋を含む交通網が整備された。第二次世界大戦後のインドシナ戦争では、密輸船の取締りに端を発する銃撃事件の舞台となり、マスタードム作戦ではフランス軍による攻撃・占領を受けた。ベトナム戦争時には1万発以上の機雷が航空敷設されて封鎖されるなど、複数の戦争でインフラ攻撃に遭った経緯がある。なお機雷はアメリカ海軍の「ダビューク」によって1973年に掃海された。